# Oliver Reps

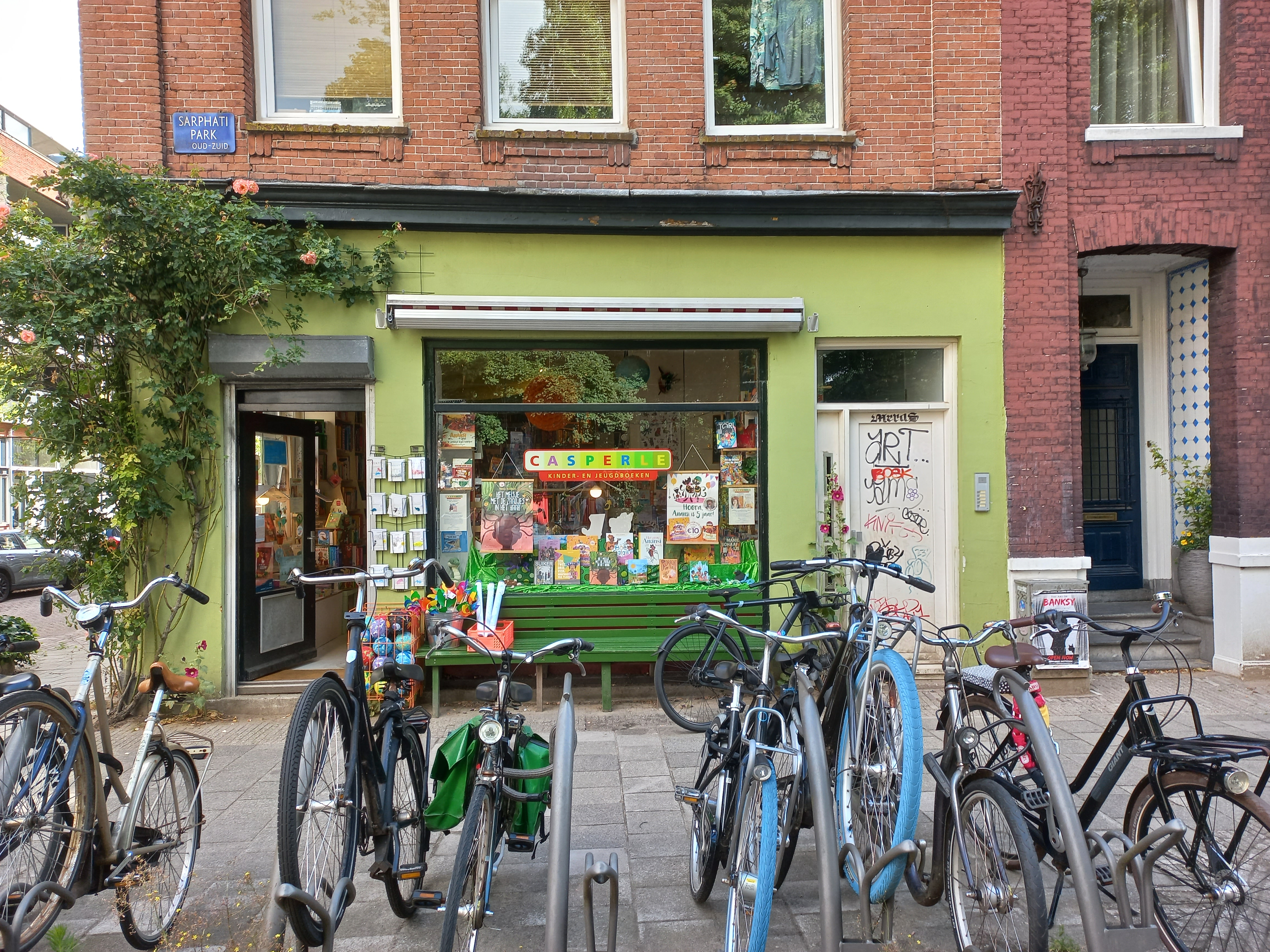
Boekhandel van Reps, Sarphatipark, Amsterdam (juli 2025)

Oliver Reps, auteursnaam van Oliver Schmidt-Reps (1966) is een Nederlandstalig schrijver van young adult literatuur en kinderboekhandelaar. Hij woont en werkt in Amsterdam.

## Biografie
Reps verhuisde op zesjarige leeftijd met zijn ouders vanuit Duitsland naar Nederland. Hij studeerde economie aan de Universiteit van Amsterdam. Na zijn studie was hij ruim twintig jaar werkzaam bij de rijksoverheid en de gemeente Amsterdam in diverse beleidsfuncties. In 2008 opende hij een kinderboekenwinkel in De Pijp in Amsterdam, waarvan hij mede-eigenaar is.

### Schrijverschap
In 2018 debuteerde Reps met de roman De dag die nooit komt. Het boek ontving in 2019 de prijs voor het Beste Boek voor Jongeren. Het boek werd verkozen door een jongerenjury, nadat een vakjury een voorselectie van vijf boeken had samengesteld. De vakjury zei over het boek: "Je komt als lezer heel dichtbij, het verhaal heeft de kracht om intiem en klein te blijven, terwijl er ook vreselijk veel gebeurt." De voorzitter van de jongerenjury motiveerde de keuze aldus: "De dag die nooit komt heeft maar weinig bladzijdes, toch is er plek voor emotie en referenties naar de huidige popcultuur. In combinatie met uitstekend uitgedachte personages creëert dit een ijzersterk verhaal." Het boek werd tevens genomineerd voor de Hebban Debuutprijs.
Reps' tweede boek, Twintig keer Dee, verscheen in 2024. Deze uitgave is vormgegeven als een versroman.